# Liberdade
Liberdade je ime okruga u São Paulu,u Brazilu. Područje sadrži najveći broj japanskog stanovništva izvan Japana. Također u ovom području živi i određeni broj pripadnika drugih etničkih skupina, većinom azijskih. Tako na ovom području žive i Kinezi, Tajvanci i Koreanci. Kroz ovo područje prolazi podzemna željeznica São Paula.
Liberdade znači "sloboda" na portugalskom jeziku.